# سی‌پی
سی پی، روستایی است از توابع بخش مرکزی شهرستان سوادکوه در استان مازندران ایران.روستای سی پی یکی از زیباترین روستاهای استان مازندران است که سالانه پذیرای هزاران مسافر از سراسر ایران می باشد.

## جمعیت
این روستا در دهستان کسلیان قرار دارد و براساس سرشماری مرکز آمار ایران در سال ۱۳۸۵، جمعیت آن ۲۹۵ نفر (۶۷خانوار) بوده‌است.